# Платонов, Сергей Фёдорович
Серге́й Фёдорович Плато́нов (16 (28) июня 1860, Чернигов, Российская империя — 10 января 1933, Самара, СССР) — русский и советский историк, педагог. Член-корреспондент Петербургской академии наук с 5 декабря 1909 года по Историко-филологическому отделению, действительный член Российской академии наук с 3 апреля 1920 года.

## Биография

### Образование
Единственный ребёнок в семье коренных москвичей, заведующего Черниговской губернской типографией Фёдора Платоновича Платонова и его жены Клеопатры Александровны (урождённой Хрисанфовой). В 1869 году они переехали в Санкт-Петербург, где отец будущего историка дослужился до должности управляющего типографией Министерства внутренних дел и выслужил с 1878 года потомственное дворянское достоинство.
В Петербурге Сергей Платонов учился в частной гимназии Ф. Ф. Бычкова. Каникулы юный гимназист проводил в доме московских родственников на окраине Петербурга. На семнадцатом году жизни долго и тяжело болел тифом.
О занятиях историей вначале не помышлял, писал стихи и мечтал о карьере профессионального литератора, что и привело 18-летнего юношу в 1878 году на историко-филологический факультет Петербургского университета. Однако невысокий уровень преподавания литературоведческих дисциплин в университете и блестящие лекции профессора К. Н. Бестужева-Рюмина по русской истории определили его выбор в пользу последней.
Из факультетских профессоров на него оказали наибольшее влияние вышеупомянутый К. Н. Бестужев-Рюмин и, отчасти, В. Г. Васильевский, а также профессора юридического факультета В. И. Сергеевич и А. Д. Градовский.

### Преподавательская деятельность
После окончания университета в 1882 году он был оставлен при нём для приготовления к профессорскому званию. С 1883 года (по 1916) преподавал русскую историю на Бестужевских курсах. По воспоминаниям курсисток начала 1900-х годов он был одним из самых ярких и запоминающихся профессоров, лекции которого привлекали слушательниц всех факультетов: «Читал он в самой большой 10-й аудитории. Вот он всходит на кафедру, садится вполоборота к аудитории, взгляд устремлён куда-то вдаль, и начинает характеризовать Ивана Грозного, точно он сам наблюдает его развитие. Как скульптор резцом, чертит детали лица Грозного. Аудитория затаила дыхание, воображение переносит в ту эпоху, раскрывает её».
Первоначально он намеревался посвятить свою магистерскую диссертацию общественному движению, которое создало ополчение князя Дмитрия Пожарского, однако убедился в том, что всякое серьёзное исследование в области древней русской истории невозможно без тщательной разработки источников. По этому пути и решил пойти, избрав в качестве объекта исследования историко-литературные памятники Смутного времени.
Для решения поставленной задачи привлёк более 60 произведений русской письменности XVII века, изученных им по 150 рукописям, многие из которых оказались открытием для науки. В 1888 году опубликовал диссертацию, которая сначала печаталась в Журнале Министерства народного просвещения, отдельным изданием, а 11 сентября того же года успешно защитил её на степень магистра русской истории, что позволило ему занять с 6 февраля 1889 года должность приват-доцента, а с 1890 года — профессора по кафедре русской истории Петербургского университета.

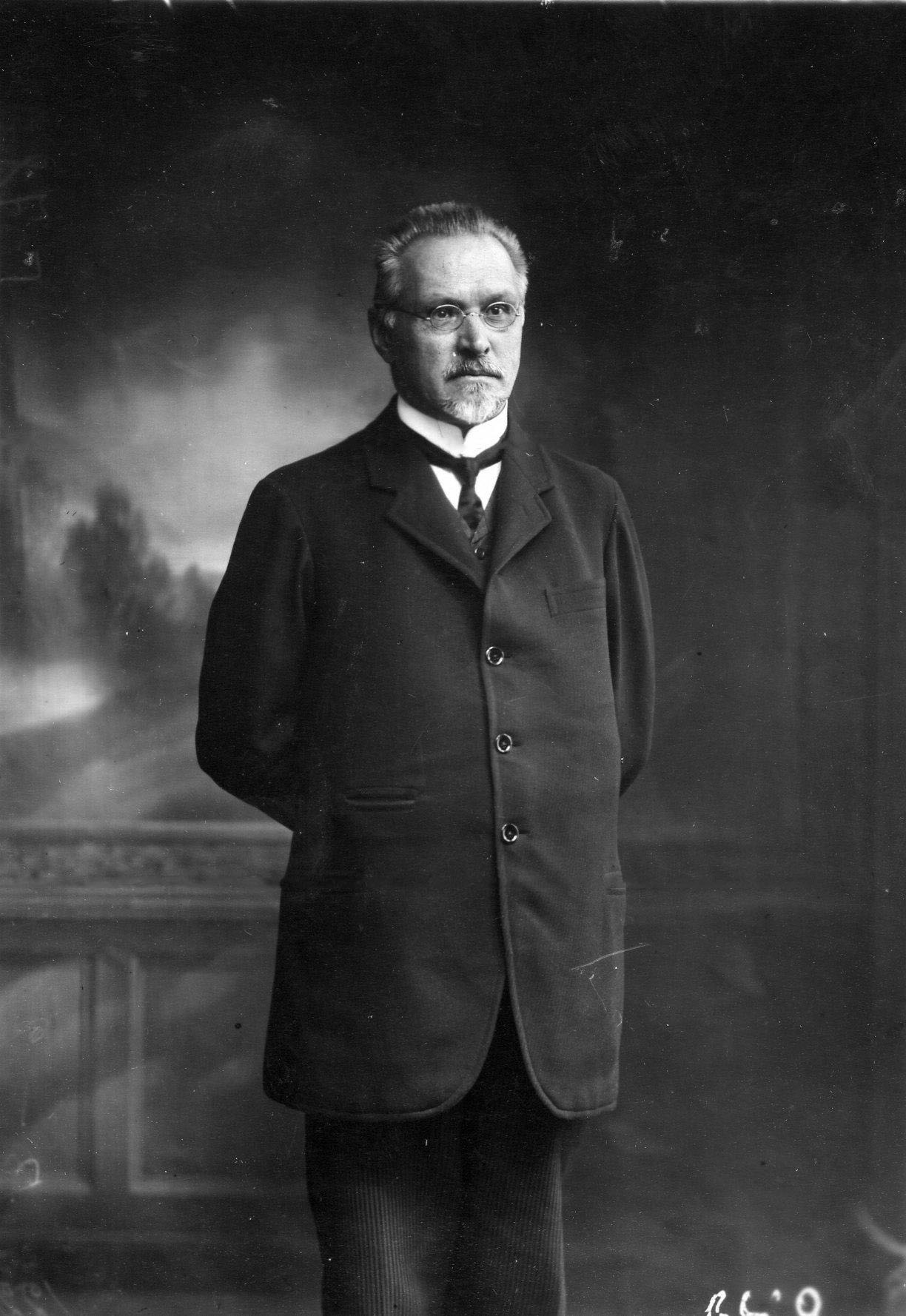

В 1895—1902 годах был приглашён как один из наиболее талантливых университетских профессоров преподавателем русской истории к великим князьям Михаилу Александровичу, Дмитрию Павловичу, Андрею Владимировичу и великой княгине Ольге Александровне.
Исходя из высказанной С. М. Соловьёвым «широкой исторической идеи», согласно которой начало новой России следует искать не в реформах Петра I, а в событиях Смутного времени, определил тему своей докторской диссертации: «Очерки по истории Смуты в Московском государстве XVI—XVII вв. (опыт изучения общественного строя и сословных отношений в Смутное время)». Первые строки диссертации написал в начале 1896 года, а в 1899 году «Очерки…» вышли отдельным изданием.
30 октября 1899 года защитил «Очерки…» в Киеве в университете св. Владимира в качестве докторской диссертации (официальным оппонентом выступил профессор В. С. Иконников).
С 1900 по 1905 год был деканом историко-филологического факультета Санкт-Петербургского университета. В 1903 году возглавил вновь созданный Женский педагогический институт (первое в России женское педагогическое высшее учебное заведение), который привёл в образцовое состояние.
В 1912 году, к 30-летию преподавательской деятельности, был утверждён в звании заслуженного ординарного профессора, после чего в январе 1913 года вышел на пенсию, передал кафедру своему ученику С. В. Рождественскому и перешёл на должность сверхштатного профессора.
В 1916 году, из-за начавших его тяготить административных обязанностей, оставил директорство и в Женском педагогическом институте. В том же году переехал со всем семейством в просторную квартиру на Каменноостровском проспекте.

### Работа после Октябрьской революции
К Октябрьской революции 1917 года С. Ф. Платонов отнёсся отрицательно, посчитав её случайной и ни с какой точки зрения не подготовленной, однако уже через несколько месяцев был вынужден пойти на сотрудничество с большевиками, помогая Д. Б. Рязанову налаживать работу по спасению петроградских архивов и библиотек.
В первые послереволюционные годы занимал ряд административных и общественных должностей:
- в 1918—1929 годах — председатель Археографической комиссии;
- в 1918—1922 годах — директор Археологического института;
- в 1918—1923 годах — заведующий Петроградским отделением Главархива;
- с апреля 1923 по октябрь 1925 года — председатель археологического отделения ФОН Петроградского университета;
- председатель Археологического общества;
- председатель Союза российских архивных деятелей;
- заведующий Учёной комиссией по истории труда в России;
- редактор Особой научной географической комиссии;
- председатель Комитета по изучению древнерусской живописи;
- редактор журнала «Вестник знания»;
- главный редактор (председатель редакционного комитета) «Русского исторического журнала».

За большой вклад в развитие русской исторической науки 3 апреля 1920 года Общим собранием Российской академии наук был избран её действительным членом (что могло произойти и гораздо раньше, если бы не отрицательное отношение к его кандидатуре со стороны ряда влиятельных академиков кадетского толка, вроде А. С. Лаппо-Данилевского).
На рубеже 1920-х годов задумывал большую работу о начале Русского государства, предполагал и пересмотр концепций А. А. Шахматова, однако этим планам не было суждено осуществиться.
В 1922 году был назначен (после смерти А. С. Лаппо-Данилевского) руководить работой Постоянной исторической комиссии Академии наук.
1 августа 1925 года стал (после смерти академика Н. А. Котляревского) директором Пушкинского Дома, а 22 августа того же года — избран директором Библиотеки АН СССР (БАН).
В том же году будто бы запретил А. А. Введенскому (специалисту по истории Древней Руси) читать в Первом историческом исследовательском институте при ЛГУ в «духе времени» доклад о революции 1905 года на Урале и потребовал замены этого доклада докладом о Строгановской иконе.
В 1927 году завершил свою работу в ЛГУ.
11 июля 1928 года выступил в Берлине перед немецкими учёными с докладом «Проблема русского Севера в новейшей историографии». Там же имел контакты и с некоторыми представителями русской эмиграции, в том числе со своим бывшим учеником Великим князем Андреем Владимировичем, что в дальнейшем было использовано против историка.
В сентябре 1928 года отказался от директорства в БАН, а в марте 1929 года — и от директорства в Пушкинском доме.
В 1929 году на мартовской сессии АН СССР был избран академиком-секретарём Отделения гуманитарных наук (ОГН) и членом Президиума Академии.

### «Дело» Платонова
6 ноября 1929 года в канун праздника ленинградская «Красная газета» преподнесла читателям новость:

В Академии наук были спрятаны важные политические документы. Академик С. Ф. Ольденбург отстранён от должности непременного секретаря. <…> Некоторые из этих документов имеют настолько актуальное значение, что могли бы в руках Советской власти сыграть большую роль в борьбе со врагами Октябрьской революции как внутри страны, так и за границей.
Оказалось, что членами Правительственной комиссии Наркомата рабоче-крестьянской инспекции СССР по проверке аппарата Академии наук «в одной из комнат» Библиотеки АН (БАН) были обнаружены нигде не зарегистрированные списки лиц, получавших «особое вознаграждение за борьбу с революцией». Также членам комиссии был предъявлен запечатанный пакет, в котором оказались подлинные экземпляры отречения от престола Николая II (его подпись была засвидетельствована министром двора В. Б. Фредериксом) и его брата Великого князя Михаила. Председатель комиссии Ю. П. Фигатнер подчеркнул:

В распоряжении правительства этих документов не было.

Среди других бумаг, обнаруженных членами комиссии в рукописном отделении БАН, были материалы Департамента полиции, корпуса жандармов, царской охранки и контрразведки. В Пушкинском Доме были обнаружены переписка Николая II с петербургским генерал-губернатором Д. Ф. Треповым по поводу событий 9 января 1905 года, архив московского губернатора и шефа жандармов В. Ф. Джунковского, материалы посла Временного правительства в Лондоне В. Д. Набокова. В Археографической комиссии оказались ещё более интересные документы: архив ЦК партии кадетов, архив ЦК партии эсеров, архив Объединённой социал-демократической организации Петербурга, списки членов Союза Русского Народа, шифры жандармского управления, дела провокаторов, материалы Учредительного собрания и Комиссии по его роспуску, часть архивов П. Б. Струве и А. Ф. Керенского.
Из уст Фигатнера и прозвучало впервые имя непосредственного «виновника» случившегося — академика Платонова. Учёный пытался оправдываться:

Как непременный секретарь, так и сам я не придали особой актуальности документам и подвели их под действие постановления 16.11.1926 г. …О том, что правительство их ищет 12 лет, нам известно не было. …Тов. Фигатнер не различает терминов «архив» и «архивные материалы» и злоупотребляет первым.
В составленной вице-президентом АН А. Е. Ферсманом по поручению председателя СНК СССР А. И. Рыкова «Докладной записке…» от 6 ноября 1929 года основным виновником был назван Платонов, которому было предложено подать в отставку, что он и сделал через два дня. Однако его отставка ничего не дала.

### Арест, тюрьма, ссылка
В ночь на 12 января 1930 года С. Ф. Платонов был арестован вместе со своей младшей дочерью Марией чекистом А. А. Мосевичем по подозрению «в активной антисоветской деятельности и участии в контрреволюционной организации». На квартире были обнаружены револьвер иностранного производства, а также письма на его имя от великого князя Константина Константиновича и П. Н. Милюкова.
Историк был обвинён в создании подпольной антисоветской монархической организации под названием «Всенародный союз борьбы за возрождение свободной России», ставившей якобы своей целью подрыв и свержение советской власти в СССР и реставрацию монархии. Одновременно с Платоновым была арестована и одна из его дочерей — Мария; в марте 1930 года была арестована ещё одна дочь — Нина.
В результате интенсивного психологического воздействия А. А. Мосевича (тот указывал, что правдивые показания нужны не следователю, которому всё и так ясно, а истории) Платонов стал давать нужные следствию показания. В частности, он заявил:

Касаясь своих политических убеждений, должен сознаться, что я монархист. Признавал династию и болел душой, когда придворная клика способствовала падению б. царствующего Дома Романовых.
Во время следствия Платонов признал, что видел во главе конституционной монархии великого князя Андрея Владимировича; самому Платонову, по утверждениям следователей, заговорщики предназначили пост председателя Совета министров России.
Вслед за арестом Платонова последовала серия других арестов. Всего по сфабрикованному Ленинградским управлением ОГПУ делу «Всенародного союза борьбы за возрождение свободной России» проходило 115 человек.
Ещё во время нахождения Платонова в тюрьме, пока шло следствие, коллеги по Академии наук СССР на состоявшемся 2 февраля 1931 года чрезвычайном общем собрании исключили его из числа действительных членов АН СССР. Новый непременный секретарь АН, член ВКП(б) академик В. П. Волгин сообщил об установлении факта участия академиков Платонова, Е. В. Тарле, Н. П. Лихачёва и М. К. Любавского в контрреволюционном заговоре и предложил их исключить из состава её действительных членов. После этого слово взял президент АН А. П. Карпинский. Стенограмма его выступления не сохранилась, но «Красная газета» сообщила о «контрреволюционной вылазке» учёного, который якобы назвал необязательным исключение Платонова и его коллег из Академии.
На рубеже января/февраля в Ленинграде состоялся суд над Платоновым и Тарле, на котором оставшиеся на свободе младшие коллеги и ученики Платонова отрекались от него, возможно из опасений за свою судьбу.
Постановлением Коллегии ОГПУ от 8 августа 1931 года Платонов после 19-месячного пребывания в Доме предварительного заключения на ул. Воинова (бывшей Шпалерной) и печально знаменитых ленинградских «Крестах» был приговорён к трём годам административной ссылки в Самару. Ему было предписано выехать к месту ссылки самостоятельно; арестованным и проходившим по одному с ним делу дочерям было позволено сопровождать отца. 8 августа 1931 года в сопровождении своих дочерей, Марии и Нины, прибыл в город. Платонов и его дочери поселились в доме на окраине Самары. [ улица Красинская, дом № 21 , дом не сохранился. Улица со всеми домами снесена полностью в 1960-е годы. Дом № 21 располагался неподалёку или на месте современного по адресу ул. Больничная, д.20. ]. 10 января 1933 года скончался в больнице от острой сердечной недостаточности. Похоронен на городском кладбище. Кладбище снесено, а могила утрачена.

### Научная и юридическая реабилитация
Со второй половины 1930-х годов нигилистическое отношение к работам Платонова и его учеников начало постепенно уходить в прошлое.
20 июля 1967 года Платонов был полностью реабилитирован определением Военной коллегии Верховного Суда СССР.
5 апреля 1968 года постановлением Президиума АН СССР С. Ф. Платонов был восстановлен в Академии.

## Историческая концепция
По Платонову, отправной точкой, определившей особенности русской истории на много веков вперёд, является «военный характер» Московского государства, возникшего в конце XV века. Окружённое почти одновременно с трёх сторон врагами, действовавшими наступательно, великорусское племя вынуждено было принять чисто военную организацию и постоянно воевать на три фронта. Чисто военная организация Московского государства имела своим следствием закрепощение сословий, что на много столетий вперёд предопределило внутреннее развитие страны, в том числе и знаменитую «Смуту» начала XVII века.
«Раскрепощение» сословий началось с «раскрепощения» дворянства, которое получило своё окончательное оформление в «Жалованной грамоте дворянству» 1785 года. Последним актом «раскрепощения» сословий явилась крестьянская реформа 1861 года. Однако, получив личные и экономические свободы, «раскрепощённые» сословия не дождались свобод политических, что нашло выражение в «умственном брожении радикального политического характера», вылившемся, в конце концов, в террор «народовольцев» и революционные потрясения начала XX века.
Проф. В. В. Бабашкин вспоминал в 2018 году о школьном учебнике русской истории для средних школ, созданном «в результате долголетней педагогической деятельности выдающимся представителем государственной школы в отечественной историографии С. Ф. Платоновым. Изданный двумя частями в 1909—1910 годах, он сразу и заслуженно стал самым популярным школьным учебником истории в России. Наверное, он сложноват для школьников нынешнего „поколения ЕГЭ“, но написан таким хорошим языком и настолько качественно с научной точки зрения, что не удержусь и выскажу крамольную мысль. Зачем было затевать всю эту чехарду с тремя линейками единого школьного учебника, если можно было просто переиздать этот великолепный труд, закрывающий главные сюжеты отечественной истории по эпоху Александра III включительно?»

## Семья
Был женат на Надежде Николаевне Шамониной. В этом браке родились девять детей, из которых трое — двое сыновей — Сергей и Алексей и дочь Ольга — скончались в детском возрасте. До совершеннолетия дожили шестеро детей:
- Нина (26 мая 1886 — 11 января 1942, Ленинград[12]), филолог[13].
- Вера (11 сентября 1888 — 1944, Куйбышев), историк. Муж — Николай Николаевич Шамонин (1888–1932) (двоюродный брат по матери; сын Н.Н.Шамонина). Дочь — Наталья (1913–1980) (в замужестве Федорова). Внучка — Татьяна Дмитриевна Федорова (1940)
- Надежда (18 июня 1890 — 1965, Франция). Муж — Борис Константинович Краевич (1886–1947), инженер-химик, земский деятель, сын К.Д.Краевича. Эмигрировала вместе с мужем и сыном. Сын — Алексей (1913–1975), доктор медицины[14]. Внуки: Михаил (1943–1959), Алексей (1945), врач.
- Наталья (1 июля 1894 — май 1942, Ленинград[15]), историк. Муж — Николай Васильевич Измайлов (1893–1981). Дочь — Татьяна (1925–2004), врач-дерматовенеролог.
- Мария (23 июля 1897 — январь-февраль 1942, Ленинград), филолог, архивист[16]
- Михаил (14 августа 1899 — 28 марта 1942, Ленинград), доктор химических наук (1939), доцент Ленинградского технологического института; расстрелян. Жена — Мария Михайловна Иванова (1898–1977), крестьянка. Дети: Сергей (1928–1978), Надежда (1929–2023) (в замужестве Игнатьева), спортсменка (легкая атлетика)[17]. Была замужем за А.В.Игнатьевым, легкоатлетом. Внук — Виктор Ардалионович Игнатьев (1954–2007).

## Цитаты
- «Не только происхождение, но и сознательная преданность Москве с её святынями, историей и бытом делали моих родителей, а за ними и меня именно великорусским патриотом» (из автобиографии Платонова, 1926)
- «Мне скоро 70 лет, а Вам тридцать, поэтому не я, а Вы доживёте до того дня, когда кулак свернёт Вам шею» (Платонов следователю А. А. Мосевичу, первая половина 1930)
- «Миросозерцание моё, сложившееся к концу XIX века, имело базой христианскую мораль, позитивистскую философию и научную эволюционную теорию… В сущности я остаюсь таким и в настоящую минуту. Атеизм чужд мне столько же, сколько и церковная догма» (из «покаянной» записки Платонова в ОГПУ, октябрь 1930)

## Труды
- Заметки по истории московских земских соборов / [соч.] С. Платонова. — СПб.: Тип. В. С. Балашёва, 1883. — [2], 20 с. — Из журн. Мин-ва народ. просв., март 1883.
- Новая повесть о Смутном времени XVII века / [С. Платонов]. — СПб.: тип. В. С. Балашёва, [1886]. — 18 с.
- Древнерусские сказания и повести о Смутном времени XVII века, как исторический источник. — СПб., 1888. — 372 с.
- Памятники древней русской письменности, относящиеся к Смутному времени / [под ред. проф. С. Ф. Платонова]. — Санкт-Петербург, 1891. — XXXIII с., 982 стб. — (Русская историческая библиотека, издаваемая Археографической комиссией; т. 13)
- Новый источник для истории московских волнений 1648 года: [Краткое и правдивое описание опасного мятежа, происшедшего среди простого народа в городе Москве 2 июня 1648 года / Печ. под наблюдением С. Ф. Платонова]. — М.: Унив. тип., 1893. — 19 с.
- К истории опричнины XVI века / С. Ф. Платонов. — Санкт-Петербург: тип. В. С. Балашёва и К°, 1897. — 19 с.
- Столетие кончины императрицы Екатерины II: (Чит. проф. С. Ф. Платоновым на торжеств. акте Высш. жен. курсов 1 дек. 1896 г.). — СПб.: тип. Ю. Н. Эрлих, 1897. — 15 с.
- Борьба за московский престол в 1598 году / [С. Платонов]. — СПб.: тип. В. С. Балашёва, [1898]. — 25 с.
- К истории городов и путей на южной окраине Московского государства в XVI веке / [С. Платонов]. — СПб.: тип. «В. С. Балашёв и К°», [1898]. — 24 с.
- Лекции по русской истории Профессора Платонова: В 3 вып. — СПб.: Столичная Скоропечатня, 1899.
- Очерки по истории смуты в Московском государстве XVI—XVII вв. — СПб., 1899. — 665 с.
- Причины смутного времени Московского государства в XVI и XVII вв. и отражение его на Пскове : Из публ. лекции проф. С. Ф. Платонова, чит. в г. Пскове 19 марта 1900 г. в пользу Псков. археол. общества / Сост. Ф. А. Ушаков. — Псков: Псков. археол. общество, 1900. — [2], 69 с.
- Речи Грозного на земском соборе 1550 года // Журнал Министерства Народного Просвещения. Седьмое десятилетие. Часть CCXXVIII. 1900. Март / С. Ф. Платонов. — СПб.: Типография В. С. Балашёва и К°, 1900. — 8 с.
- К вопросу о Никоновском своде / С. Платонов. — СПб.: Тип. Имп. Акад. наук, 1902. — 10 с
- Речи Грозного на Земском соборе 1550 года: (Заметка) / С. Ф. Платонов. — Санкт-Петербург: тип. И. Н. Скороходова, 1902. — [2], 8 с.
- К истории московских земских соборов / Проф. С. Ф. Платонов. — СПб.: тип. И. Н. Скороходова, 1905. — 68 с.
- Московское правительство при первых Романовых / Проф. С. Ф. Платонов. — СПб.: Сенат. тип., 1906. — 56 с.
- К истории Полтавской битвы. 27 июня 1709 г. / Проф. С. Платонов. — Санкт-Петербург: тип. «Надежда», 1909. — 9 с., 1 л. карт.
- Учебник русской истории — СПб., 1909 (10-е изд. 1918)
- Патриарх Гермоген и архимандрит Дионисий: (Ист. поминка) / С. Ф. Платонов. — СПб.: тип. Гл. упр. уделов, 1912. — [1], 7 с.
- Статьи по русской истории: (1883—1912) / Соч. проф. С. Ф. Платонова. — 2-е изд. — СПб.: Склад изд. у Я. Башмакова и К°, 1912. — [4], 528 с.
- Вопрос об избрании М. Ф. Романова в русской исторической литературе / Проф. С. Ф. Платонов. — СПб.: Сенат. тип., 1913. — 16 с.
- Царь Алексей Михайлович (опыт характеристики) / С. Ф. Платонов. — СПб.: Тип. М. А. Александрова, 1913. — [2], 34 с.
- Великий Новгород до его подчинения Москве в 1478 году и после подчинения до Ништадского мира 1721 г.: (конспект лекции, читанный в 1909 году в Новгородском обществе любителей древности) / С. Ф. Платонов. — 2-е изд. — Новгород: Губ. тип., 1916. — 11 с.
- Вече в Великом Новгороде: (Лекция, прочитанная 23 апр. 1915 г. в Новгороде) / С. Ф. Платонов. — Новгород: Новгор. общество любителей древности, 1916. — 9 с.
- Полный курс лекций по русской истории. — Петроград, 1917.
- Борис Годунов / Академик С. Ф. Платонов. — Пг.: Огни, 1921. — 157 с.
- Руса (1920) или Исправленный текст см. здесь.
- Иван Грозный / С. Ф. Платонов. — Пг.: Брокгауз-Ефрон, 1923. — 160 с. — (Образы человечества) (+ переиздание: Платонов С. Ф. Иван Грозный (1530—1584). Виппер Р. Ю. Иван Грозный / Сост. и вступ. статья Д. М. Володихина. — М.: Издательство УРАО, 1998. — 224 с. — ISBN 5-204-00141-7.)
- Прошлое Русского Севера. Очерки по истории колонизации Поморья — Пг., 1923.
- Смутное время: очерк истории внутреннего кризиса и общественной борьбы в Московском государстве XVI и XVII веков / С. Ф. Платонов. — Петербург: Время, 1923. — 168 с.
- Прошлое Русского севера: Очерки по истории колонизации Поморья / Акад. С. Ф. Платонов. — Берлин: Обелиск, 1924. — 107 с.
- Учебник русской истории для средней школы: курс систематический: в 2-х частях, с приложением 8-ми карт / проф. С. Ф. Платонов. — Издание 9-е, дополненное. — Петроград: типография Я. Башмаков и К°, 1917. — [2], 500 с., 8 л. карт.
- Учебник русской истории для средней школы: Курс сист. / С. Ф. Платонов. — Прага: Пламя, 1924—1925.
- Москва и Запад в XVI—XVII веках / Акад. С. Ф. Платонов. — Л.: Сеятель, 1925. — 150 с.
- Учебник русской истории / С. Ф. Платонов. — Буэнос Айрес: Лашкевич, 1945. — 366 с.

### Список трудов С. Ф. Платонова
- Список трудов С. Ф. Платонова / Подгот. Б. А. Романов // Сборник статей по русской истории, посвящённый С. Ф. Платонову. — Петроград, 1922. — С. VI—XII.
- Список печатных трудов академика С. Ф. Платонова с 1923 г. / Подгот. В. А. Колобков // АЕ за 1993 год. — М., 1995. — С. 319—320.